# Sidney Crosby
Sidney Patrick Crosby, född 7 augusti 1987 i Halifax, Nova Scotia, är en kanadensisk professionell ishockeyspelare i NHL-laget Pittsburgh Penguins. Crosby valdes som förste spelare totalt av Pittsburgh Penguins i NHL-draften 2005 och räknades då allmänt som den största talangen sedan Mario Lemieux. Han spelade från 2003 till 2005 med Rimouski Oceanic i juniorligan QMJHL, där han två år på raken tilldelades Michel Briere Memorial Trophy och CHL Player of the Year Award på dessa åren stod han för 303 poäng på 121 matcher och snittade 2,5 poäng per match Wayne Gretzky har sagt att Crosby skulle kunna slå några av hans rekord i NHL. Han benämns även "The Next One", tänkt att efterträda Wayne Gretzky. Crosby avgjorde OS-finalen 2010 i sudden death på hemmaplan i Vancouver, Kanada. Crosby tog även VM-guld år 2015 med Kanada.

## Klubblagskarriär
Under sin första NHL-säsong, 2005–06, lyckades Crosby göra 102 poäng och kom tvåa i rookieligan efter den ryske stjärnan Aleksandr Ovetjkin. Följande säsong, 2006–07, förbättrade Crosby sitt poängfacit till 120 poäng via 36 mål och 84 assist, något som räckte för att vinna NHL:s poängliga - detta som den yngste spelaren någonsin. Han blev också den första tonåringen genom tiderna att vinna poängligan i en professionell nordamerikansk lagsport. Därtill mottog han de tre tyngsta individuella spelarpriserna samma säsong, Hart Memorial Trophy, Art Ross Trophy samt Lester B. Pearson Award och blev i och med detta den sjunde i historien att vinna samtliga tre. Crosbys tredje NHL-säsong, 2007–08, blev kantad av skador, han missade 29 matcher och producerade sammanlagt 72 poäng på de 53 matcher han spelade.
Crosby blev i maj 2007 utsedd till lagkapten för Pittsburgh Penguins, varmed han med sina 19 år och 297 dagar blev den då yngste kaptenen genom tiderna i ett NHL-lag. Säsongen 2008–09 när hans Pittsburgh Penguins vann Stanley Cup blev Crosby också den yngste lagkaptenen att lyfta Stanley Cup-bucklan någonsin.
Under säsongen 2009–10 gjorde Crosby 109 poäng på 81 matcher och kom på andra plats i poängligan efter Henrik Sedin. Crosby delade dock segern i skytteligan med Steven Stamkos med sina 51 mål och vann därmed Maurice Richard Trophy för första gången. Den 8 april 2010 blev han också den tredje yngste spelaren (22 år, 244 dagar) i NHL:s historia att göra 500 poäng. Endast Wayne Gretzky (21 år, 52 dagar) samt Mario Lemieux (22 år, 172 dagar) har varit yngre.  
Den 6 februari 2016 blev Crosby den tionde snabbaste spelaren i NHL:s historia att nå 900 poäng.

## Landslagskarriär

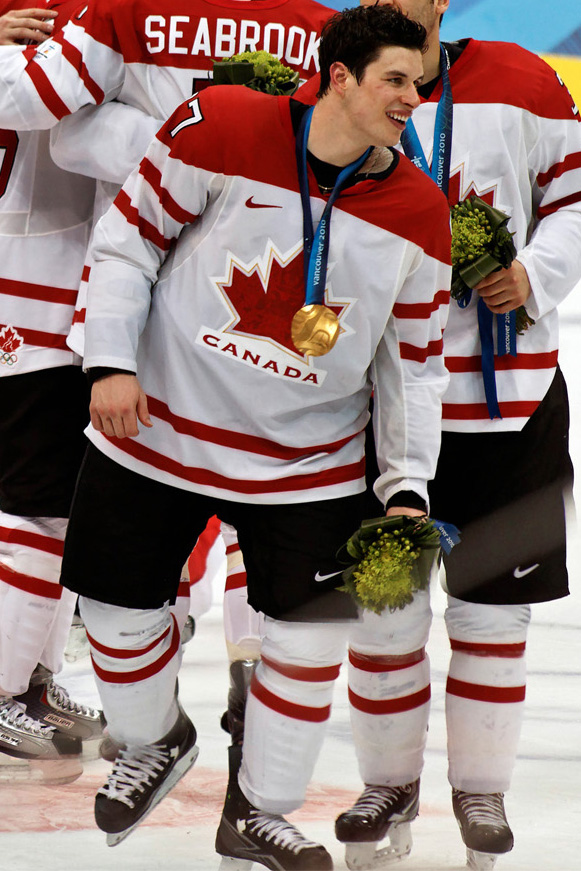
Crosby efter att ha vunnit OS-guld 2010.

Crosby debuterade i landslagssammanhang vid U-18 Junior World Cup som sextonåring 2003 och var den yngsta spelaren i laget. Kanada slutade fyra i turneringen och Crosby gjorde 4 mål och 2 assist för totalt 6 poäng på 5 matcher.
Under två JVM-turneringar vann Crosby ett silver och ett guld. Under sitt första JVM 2004 gjorde Crosby 2 mål och 3 assist för 5 poäng på 6 matcher. Den 28 december 2004 blev Crosby den yngsta spelaren i turneringens historia att göra mål med sina 16 år, 4 månader och 21 dagar. I JVM 2005 ökade Crosby på sin poängproduktion till 9 poäng efter att ha gjort 6 mål och 3 assist på 6 matcher.
Crosby debuterade i Kanadas A-landslag i VM 2006 då Kanada slutade på en fjärde plats. Crosby gjorde 8 mål och 8 assist för 16 poäng på 9 matcher och vann poängligan och målligan. Crosby blev därmed den yngsta spelaren i turneringens historia att vinna poängligan. Efter turneringen blev han uttagen i turneringens All Star-lag och blev utsedd till turneringens bästa forward.
Under OS 2010 var Crosby assisterande lagkapten för Kanada. Crosby avgjorde finalmatchen mot USA på övertid. 
Vid VM 2015 blev Crosby medlem i Trippelguldklubben (VM, OS och Stanley Cup) då Kanada vann guld. Crosby gjorde ett mål och en assist i finalen mot Ryssland.

## Meriter
- JVM 2004: Silver
- JVM 2005: Guld
- QMJHL: mästare 2005
- Art Ross Memorial Trophy - 2007, 2014
- Lester B. Pearson Award - 2007, 2013
- Hart Memorial Trophy - 2007
- NHL First All-Star Team - 2007, 2013
- NHL All-Rookie Team - 2006
- Stanley Cup - 2009, 2016, 2017
- OS:Guld 2010, 2014
- Maurice Richard Trophy 2010, 2017
- VM:Guld 2015
- Trippelguldklubben 2015
- World Cup 2016: Guld

## Statistik

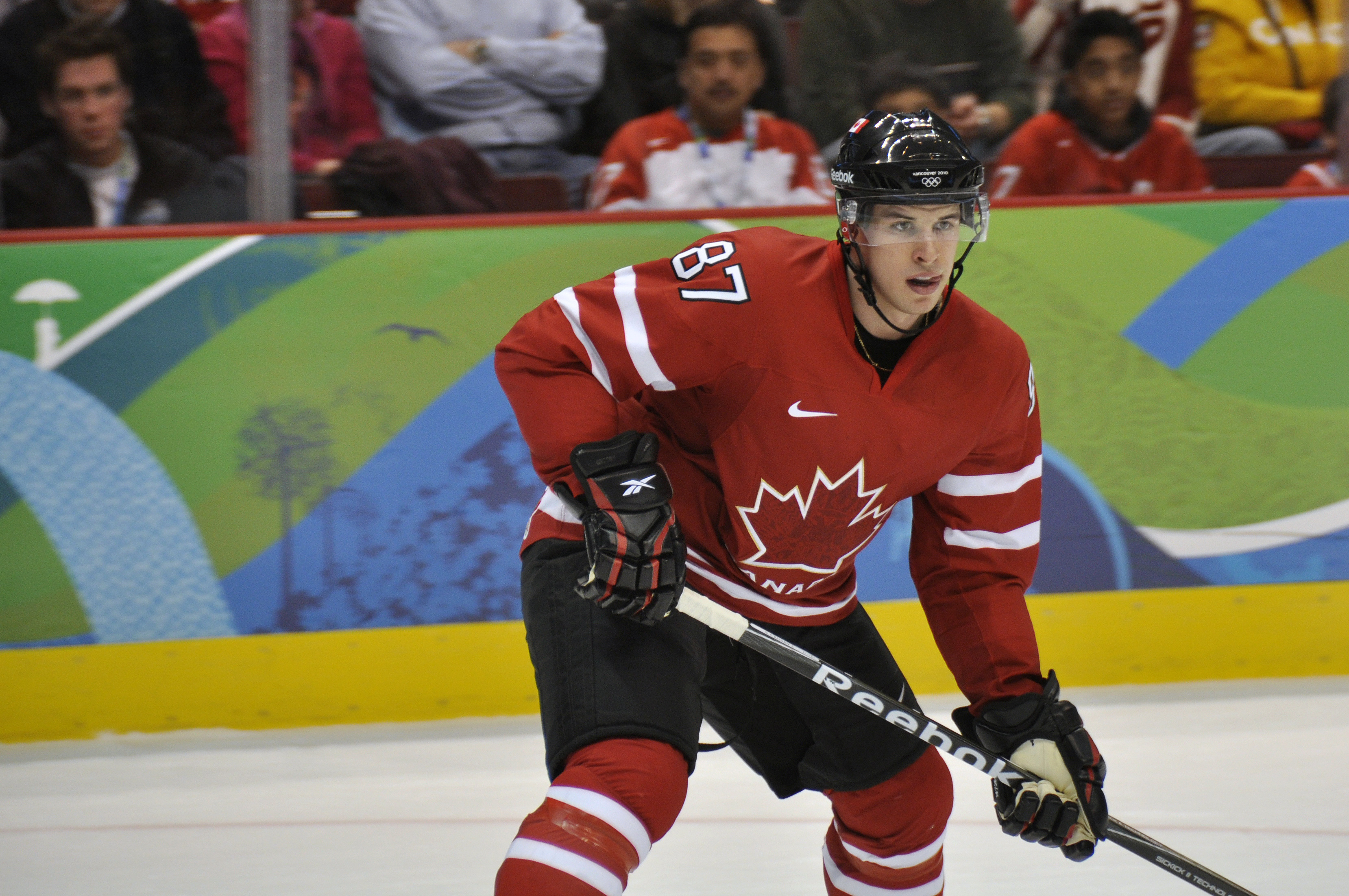
Sidney Crosby i en match mot Norge i OS 2010.

| 2001–02    | Dartmouth Subways          | MAAA       | 74  | 95  | 98  | 193 | 114 | 7   | 11 | 13 | 24  | 0  |
| 2002–03    | Shattuck St. Mary's Sabres | USHS       | 57  | 72  | 90  | 162 | 104 | –   | –  | –  | –   | –  |
| 2003–04    | Rimouski Oceanic           | QMJHL      | 59  | 54  | 81  | 135 | 74  | 9   | 7  | 9  | 16  | 10 |
| 2004–05    | Rimouski Oceanic           | QMJHL      | 62  | 66  | 102 | 168 | 84  | 13  | 14 | 17 | 31  | 16 |
| 2005–06    | Pittsburgh Penguins        | NHL        | 81  | 39  | 63  | 102 | 110 | –   | –  | –  | –   | –  |
| 2006–07    | Pittsburgh Penguins        | NHL        | 79  | 36  | 84  | 120 | 60  | 5   | 3  | 2  | 5   | 4  |
| 2007–08    | Pittsburgh Penguins        | NHL        | 53  | 24  | 48  | 72  | 39  | 20  | 6  | 21 | 27  | 12 |
| 2008–09    | Pittsburgh Penguins        | NHL        | 77  | 33  | 70  | 103 | 76  | 24  | 15 | 16 | 31  | 14 |
| 2009–10    | Pittsburgh Penguins        | NHL        | 81  | 51  | 58  | 109 | 71  | 13  | 6  | 13 | 19  | 6  |
| 2010–11    | Pittsburgh Penguins        | NHL        | 41  | 32  | 34  | 66  | 31  | –   | –  | –  | –   | –  |
| 2011–12    | Pittsburgh Penguins        | NHL        | 22  | 8   | 29  | 37  | 14  | 6   | 3  | 5  | 8   | 9  |
| 2012–13    | Pittsburgh Penguins        | NHL        | 36  | 15  | 41  | 56  | 16  | 14  | 7  | 8  | 15  | 8  |
| 2013–14    | Pittsburgh Penguins        | NHL        | 80  | 36  | 68  | 104 | 46  | 13  | 1  | 8  | 9   | 4  |
| 2014–15    | Pittsburgh Penguins        | NHL        | 77  | 28  | 56  | 84  | 47  | 5   | 2  | 2  | 4   | 0  |
| 2015–16    | Pittsburgh Penguins        | NHL        | 80  | 36  | 49  | 85  | 42  | 24  | 6  | 13 | 19  | 4  |
| NHL totalt | NHL totalt                 | NHL totalt | 707 | 338 | 600 | 938 | 552 | 124 | 49 | 88 | 137 | 61 |

### Internationellt
| År            | Lag           | Turnering     |    | Matcher | Mål | Assist | Poäng | Utv |
| ------------- | ------------- | ------------- | -- | ------- | --- | ------ | ----- | --- |
| 2003          | Kanada        | IHM           | 5  | 4       | 2   | 6      | 10    |     |
| 2004          | Kanada        | JVM           | 6  | 2       | 3   | 5      | 4     |     |
| 2005          | Kanada        | JVM           | 6  | 6       | 3   | 9      | 4     |     |
| 2006          | Kanada        | VM            | 9  | 8       | 8   | 16     | 10    |     |
| 2010          | Kanada        | OS            | 7  | 4       | 3   | 7      | 4     |     |
| 2014          | Kanada        | OS            | 7  | 4       | 3   | 7      | 4     |     |
| 2015          | Kanada        | VM            | 9  | 4       | 7   | 11     | 2     |     |
| Junior totalt | Junior totalt | Junior totalt | 17 | 12      | 8   | 20     | 18    |     |
| Senior totalt | Senior totalt | Senior totalt | 32 | 24      | 21  | 45     | 20    |     |